# Fabian Bellingshausen
Fabian Gottlieb von Bellingshausen (niem.) albo Faddiej Bellingshausen (ros. Фаддей Беллинсгаузен) (ur. 9 września?/20 września 1778 na Saremie, zm. 13 stycznia?/25 stycznia 1852 w Kronsztadzie) – admirał i badacz rosyjski, który w 1820 odkrył wybrzeże Antarktydy. Na jego cześć nazwano jedno z mórz przybrzeżnych tego lądu Morzem Bellingshausena. Dowodził drugą rosyjską wyprawą, która opłynęła Ziemię dookoła.

## Życiorys
Urodził się w rodzinie bałtyckich Niemców na Ozylii (Saremie) w dzisiejszej Estonii – wtedy części Cesarstwa Rosyjskiego. Swoją karierę w marynarce rozpoczął od zgłoszenia się do służby jako kadet w wieku 10 lat. Po ukończeniu Akademii Morskiej w Kronsztadzie w wieku 18 lat, szybko awansował na stopień kapitana. Jako wielbiciel Cooka i jego podróży postanowił wziąć udział w pierwszej rosyjskiej wyprawie dookoła świata na statku „Nadzieja” pod dowództwem Kruzenszterna w 1803. Misję tę ukończył w 1806. Następnie dowodził różnymi statkami na Bałtyku i Morzu Czarnym.
Kiedy car Aleksander I zezwolił na zorganizowanie ekspedycji na polarne koło podbiegunowe w 1819, Bellingshausen został wybrany na jej dowódcę. Po opuszczeniu Portsmouth 5 września 1819 r. z dwoma okrętami (600-tonową korwetą „Wostok” i 530-tonowym statkiem pomocniczym „Mirnyj” – pod dowództwem Michaiła Łazariewa), wyprawa przekroczyła południowe koło podbiegunowe (po raz pierwszy od czasu, kiedy zrobił to Cook) 26 stycznia 1820. 28 stycznia ekspedycja dotarła do stałego lądu będącego częścią Antarktydy (do miejsca o współrzędnych: 69°21′28″S 2°14′50″W/-69,357778 -2,247222) i ujrzała ogromne pola lodowe. Fakt ten został potwierdzony zarówno poprzez pamiętnik Bellingshausena, jak i jego raport z 21 lipca 1821, skierowany do Jeana Baptisty de Traversay, rosyjskiego ministra do spraw marynarki, oraz inne dokumenty dostępne w Rosyjskim Muzeum Państwowym w Petersburgu. Dlatego Rosjanie uważają Bellingshausena za pierwszego odkrywcę tzw. „Terra Australis”, negując pierwszeństwo brytyjskiej wyprawy pod dowództwem Edwarda Bransfielda z 30 stycznia 1820 oraz amerykańskiej z Nathanielem Palmerem, która dotarła do Antarktydy 17 listopada 1820. W czasie swojej wyprawy Bellingshausen odkrył i nazwał jedną z wysp wchodzących w skład Szetlandów Południowych imieniem Piotra I oraz półwysep, który nazwał Wybrzeżem Aleksandra. Później wyprawa kontynuowała podróż na wodach Pacyfiku.
Po powrocie do Kronsztadu 4 sierpnia 1821 nie spotkał się z wielkim podziwem ze strony rodaków. Kontynuował służbę – wziął m.in. udział w wojnie rosyjsko-tureckiej w latach 1828-1829 i osiągnął rangę admirała. Następnie został komendantem bazy wojskowej w Kronsztadzie (od 1839) i zmarł tam w 1852.